# SUNCT-Syndrom
Beim SUNCT-Syndrom (Short-lasting Unilateral Neuralgiform headache with Conjunctival injection and Tearing) treten der Trigeminusneuralgie ähnliche Schmerzen auf: Einseitig lokalisierte Attacken im Augenbereich im Bereich des ersten Trigeminusastes von stechender oder pulsierender Qualität. Im Gegensatz zur Trigeminusneuralgie treten an der Schmerzseite fast immer vom vegetativen Nervensystem gesteuerte autonome Symptome wie Augenrötung, Tränenfluss oder Nasenlaufen auf. Das typische Erkrankungsalter liegt in der 4. bis 6. Lebensdekade, die Erkrankung kann aber in jedem Lebensalter auftreten. Das SUNCT-Syndrom ist sehr selten, in der Literatur sind bisher ca. 100 Fälle beschrieben worden.
- Schmerzdauer: 5 bis 250 Sekunden
- Schmerzfrequenz: 3- bis 200-mal pro Tag

Studien zur Behandelbarkeit des SUNCT-Syndroms existieren nicht. Einzelne Fallberichte in der Literatur berichten Erfolge durch die Gabe von Lamotrigin, Gabapentin, Carbamazepin/Oxcarbazepin, Clomifen und Zonisamid, zum Teil in Kombination. In Einzelfällen war die intravenöse Gabe von Lidocain erfolgreich in der Behandlung des SUNCT-Syndroms.